# Alkohole (literatura)
Alkohole (Alcools) – zbiór poezji Guillaume'a Apollinaire'a wydany w 1913 roku.

## Niektóre utwory
- Piosenka niekochanego (La chanson du mal-aimé)
- Strefa (Zone)
- Most Mirabeau (Le pont Mirabeau)
- Zimowity (Les colchiques)
- Pieśniarz (Chantre)
- Zmierzch (Crépuscule)
- Dom umarłych (La maison des morts)
- Maria (Marie)
- Pałac (Palais)
- Biały śnieg (La blanche neige)
- Pożegnanie (L'adieu)
- Salome (Salomé)
- Merlin i stara kobieta (Merlin et la vieille femme)
- Złoczyńca (Le larron)